# Yukio Tsuda
Yukio Tsuda (jap. 津田 幸男 Tsuda Yukio; ur. 15 sierpnia 1917, zm. 17 kwietnia 1979) – japoński piłkarz, reprezentant kraju.

## Kariera reprezentacyjna
W reprezentacji Japonii zadebiutował 16 czerwca 1940 w meczu przeciwko reprezentacji Filipin. W reprezentacji Japonii występował w latach 1940–1951. W sumie w reprezentacji wystąpił w 4 spotkaniach.

## Statystyki
| Reprezentacja Japonii | Reprezentacja Japonii | Reprezentacja Japonii |
| Rok                   | Mecze                 | Gole                  |
| --------------------- | --------------------- | --------------------- |
| 1940                  | 1                     | 0                     |
| 1941                  | 0                     | 0                     |
| 1942                  | 0                     | 0                     |
| 1943                  | 0                     | 0                     |
| 1944                  | 0                     | 0                     |
| 1945                  | 0                     | 0                     |
| 1946                  | 0                     | 0                     |
| 1947                  | 0                     | 0                     |
| 1948                  | 0                     | 0                     |
| 1949                  | 0                     | 0                     |
| 1950                  | 0                     | 0                     |
| 1951                  | 3                     | 0                     |
| Razem                 | 4                     | 0                     |